# Куклино (станция)
Куклино — железнодорожная станция Санкт-Петербург-Витебского региона Октябрьской железной дороги, расположена недалеко от одноимённой деревни в Солецком районе Новгородской области, между остановочными пунктами 213 км и 218 км. Находится на расстоянии 215 км от Санкт-Петербурга, 30 км от Дна.

## История
Остановочная платформа 202 версты была открыта в 1914 году на действующей с 1903 года линии из Петрограда в Витебск. На 1917 год платформа не имела путевого развития. В 1919 году платформа была переименована по названию близлежащей деревни Куклино.
На 1941 год Куклино — станция. На 1971 год станция значилась в числе «линейных», с апреля 1975 года была передана в состав Ленинград-Московского отделения Октябрьской железной дороги. На 1981 год на станции производилась продажа билетов на пригородные поезда без проведения багажных операций, грузовые операции не производились. На 1987 год станция значилась в числе «прочих». В 1996—2000 годах станция относилась к промежуточным станциям V класса.
Станция планировалась к закрытию в 2005 году, однако, закрыта не была.

## Описание
Станция Куклино расположена к юго-западу от одноимённой деревни Солецкого района Новгородской области и находится на линии Батецкая — Дно Октябрьской железной дороги. Путевое развитие включает в себя два пути: главный под номером 1 вместимостью 58 вагонов и приёмо-отправочный под номером 3 вместимостью 56 вагонов; в прошлом станция также имела третий путь под номером 2. На станции имеются пост электрической централизации, туалет и одна низкая боковая платформа.